# Gustaf Erik Pasch
Gustaf Erik Pasch (* 3. September 1788 in Norrköping; † 6. September 1862 in Stockholm) war ein schwedischer Chemiker, Arzt und Erfinder, der entscheidend zur Entstehung des Sicherheitszündholzes beitrug. Pasch hieß eigentlich Berggren, doch 1806 übernahm er den Namen seines Stiefvaters, der ein Bruder des Malers Johan Pasch war.

## Leben
Pasch studierte ab 1806 in Uppsala, diente von 1808 bis 1810 bei der Heimatwehr als Hilfsarzt im Krankenhaus von Örebro und danach war er als Lehrer in Östergötland und Stockholm aktiv. Seine eigenen Studien setzte er unter Jöns Jakob Berzelius fort. 1817 beteiligte sich Pasch als chemisch-technischer Beirat an den Bauarbeiten des Götakanals. Ein Jahr später begann er als Adjunkt (vergleichbar mit einem Juniorprofessor) beim Karolinska-Institut in Stockholm und 1823 erhielt er eine Stelle als Lektor der Wissenschaftsakademie und den Professorentitel. Er wurde gewähltes Mitglied der Wissenschafts- und der Landwirtschaftsakademie. Pasch beendete 1823 seine Tätigkeit am Karolinska-Institut und 1851 pensionierte man ihn von seinen Aufgaben an der Wissenschaftsakademie.

## Wirken
Für die Wissenschaftsakademie schrieb Pasch von 1824 bis 1849 die Jahresberichte über alle technologischen Erfindungen innerhalb dieser Gesellschaft. Als Mitglied der schwedischen Gesellschaft für Seidenraupenzucht verfasste er von 1846 bis 1861 deren jährliche Referate.
1830 hatte Charles Sauria Streichhölzer mit weißem Phosphor eingeführt, der aber sehr gesundheitsschädlich war, besonders für die Arbeiter, die sie herstellten. Außerdem entzündeten sie sich leicht. Die Eigenschaften des gegenüber weißem Phosphor viel sichererem roten Phosphor (der zum Beispiel entstand wenn man weißen Phosphor länger Licht aussetzte), entdeckte schon der Lehrer von Pasch Berzelius. Pasch entwickelte Sicherheitszündhölzer, indem er den Phosphor vom Streichholzkopf auf eine spezielle Streichfläche verlagerte und er ersetzte außerdem weißen durch roten Phosphor. 1844 erhielt er das Patent (Privileg) auf seine neue Variante des Streichholzes. Die Produktion startete bei der Firma J. S. Bagge in Stockholm. Er hatte aber Probleme, roten Phosphor billig herzustellen und seine Streichhölzer waren deshalb teuer und zunächst kein Erfolg. Seine Erfindung wurde vom deutschen Chemiker Rudolf Christian Böttger weiterentwickelt und durch die Fabrikantenbrüder Lundström, die damit 1855 auf der Weltausstellung in Paris ausgezeichnet und international erfolgreich wurden.
Aufgrund seiner Kenntnisse zur Herstellung von Papier, das besonders für Geldscheine geeignet war, die er bei einer Studienreise durch Frankreich erworben hatte, erhielt er von der schwedischen Reichsbank den Auftrag Musterscheine anzufertigen. Die Ergebnisse waren zwischen 1830 und 1850 in Gebrauch.